# Jiří Julius Fiala
Jiří Julius Fiala (14. září 1892 Smíchov – 3. srpna 1974 Praha) byl český hudební skladatel, herec a dirigent.

## Život
Narodil se do umělecké a muzikantské rodiny Fialů. Jeho otec Ferdinand Fiala byl koncertním mistrem, bratr Ferdinand Fiala (1888–1953) architektem, hercem a scénografem, strýc Karel Fiala (1871–1931) úředníkem a hercem a bratranci Ferenc Futurista (vlastním jménem František Fiala; 1891–1947) a Eman Fiala (1899–1970) herci.
Nejdříve se učil na klavír u Antonína Čejky. Po absolvování gymnázia studoval na Pražské konzervatoři varhany a skladbu u Josefa Kličky, Františka Spilky, Karla Steckera a Jindřicha Kàana a mistrovský kurs u Vítězslava Nováka. Absolvoval v roce 1915.
Stal se kapelníkem kina Světovid v Nuslích (orchestr hrál hudební doprovod k němým filmům). V letech 1916–1922 byl dirigentem operetního divadla Aréna na Smíchově a po dva další roky nuselského Tylova divadla (oblíbeného „Tyláčku“). V roce 1925 se stal šéfem opery v Jihočeském divadle v Českých Budějovicích, poté kapelníkem u divadelní společnosti Adolfa Marka v Poděbradech. Po krátkém působení na Slovensku se stal dirigentem Vinohradské zpěvohry (1929–1932). V této době se začal intensivně zabývat filmem. Komponoval filmovou hudbu, řídil filmové orchestry a spolupracoval i s filmovými scenáristy. Je autorem hudby k třiceti pěti celovečerním filmům a k nespočetným filmům krátkým a reklamním. Příležitostně se objevoval i v menších filmových rolích. Nejčastěji to byly postavy dirigentů a hudebníků.
Mezi léty 1940–1944 byl ještě zaměstnán jako hudební poradce, dirigent a dramaturg v divadle Uranie v Praze-Holešovicích. V poválečných letech dále spolupracoval s filmem a rozhlasem a po mnoho let byl funkcionářem Svazu českých skladatelů a Ochranného svazu autorského.
Jako skladatel se prosadil svými operetami a filmovou hudbou. Je však rovněž autorem celé řady skladeb vážné hudby. Napsal i operu, dva balety a dokonce i tři mše.

## Dílo

### Operety
- Hoši z první legie (1919)
- Vlastencové z boudy (1921)
- Teče voda, teče (1925)
- Rychlíkem k oltáři (1935)
- Dítě tržnice (1945)
- Muzikantská Liduška (1947, na základě filmové hudby)
- Baruška (1951, na základě filmové hudby)
- Praha je krásná (1958)
- Počestné paní pardubické (1960, na základě filmové hudby)
- Fantom operety (1961)
- Lumpacivagabundus (1964)

### Scénická hudba
- Arnošt Dvořák: Husité (1926)
- Gabriela Preissová: Gazdina roba (1943)
- Johann Nepomuk Nestroy – Aleš Podhorský: Talisman (1944)

### Vážná hudba (výběr)
- Serenáda pro dechový kvintet (1919)
- Sonáta pro klavír
- Smyčcový kvartet
- Válka a mír (symfonická skica ,1917, později přepracována pod názvem Soumrak a úsvit)
- Veseloherní ouvertura pro orchestr (1919)
- Suita z českých tanců pro orchestr (1919)
- Legenda o staré Praze (cyklus symfonických básní
- U nás (kantáta)
- Já jsem horník a kdo je víc? (smíšený sbor)
- Kantor Halfar (melodramy na slova Petra Bezruče)
- Bernard Žár
- Lásky div (opera podle Julia Zeyra)
- Golem (choreografické drama ve spolupráci s Joe Jenčíkem, 1924)
- Vládce žlutého jedu (balet ve spolupráci s Joe Jenčíkem)
- Tři mše

### Filmová hudba
- Na sluneční straně (Vladislav Vančura, 1933)
- Maryša (Josef Rovenský, 1935, s Josefem Dobešem)
- Trhani (Václav Wasserman, 1936)
- Tvoje srdce incognito (Svatopluk Innemann, 1936)
- Láska a lidé (Vladislav Vančura, 1937)
- Boží mlýny (Václav Wasserman,1938)
- Cestou křížovou (Jiří Slavíček, 1938)
- Andula vyhrála (Miroslav Cikán, 1938)
- Soud boží (Jiří Slavíček, 1938)
- Hvězda z poslední štace (Jiří Slavíček,1939)
- Svátek věřitelů (Zdeněk Gina Hašler, 1939)
- Muzikantská Liduška (Martin Frič, 1940)
- Babička (František Čáp, 1940)
- Jan Cimbura (František Čáp, 1941)
- Pantáta Bezoušek (Jiří Slavíček,1941)
- Městečko na dlani (Václav Binovec, 1942)
- Počestné paní pardubické (Martin Frič, 1944)
- Řeka čaruje (Václav Krška, 1945)
- Nadlidé (Václav Wasserman, 1946)
- Polibek ze stadionu (Martin Frič, 1947)
- Žízeň (Václav Kubásek, 1949)
- Zvony z rákosu (Václav Kubásek, 1950)
- Bylo to v máji (Martin Frič, 1950)
- Muzikant (František Čáp, 1954)
- Na konci města (Miroslav Cikán, 1954)
- Muž v povětří (Miroslav Cikán, 1955)

Zkomponoval také hudbu pro mnoho krátkých a dokumentárních filmů.

## Filmové role
- Poslední polibek (1922)
- Werther (1926)
- Hrdina jedné noci (1935)
- Boží mlýny (1938)
- Srdce v celofánu (1939)
- Maskovaná milenka (1940)
- Muzikantská Liduška (1940)
- Pohádka máje (1940)
- Advokát chudých (1941)
- Preludium (1941)
- Experiment (1943)
- Řeka čaruje (1945)